# Hofanlage Ostendorfer Straße 25
Die Hofanlage Ostendorfer Straße 25, der private Brünjeshof, in der niedersächsischen Gemeinde Worpswede stammt aus der Mitte des 19. Jahrhunderts. Aktuell (2025) werden die Gebäude als Wohnung und Ferienwohnung Paula sowie als Ausstellungsgarten genutzt.
Die Gebäude und der Garten stehen unter Denkmalschutz (siehe auch Liste der Baudenkmale in Worpswede).

## Geschichte und Beschreibung
Die Hofanlage als Hausstelle einer ursprünglichen Kolonistenparzelle auf einem sehr tiefen Grundstück war ab 1889 im Besitz der Familie Brünjes und ab 1913 der Familie Uphoff. Sir besteht u. a. aus
- dem eingeschossigen giebelständigen Wohn- und Wirtschaftsgebäude von 1852 (Inschrift) als Zweiständer-Hallenhaus in Fachwerk mit Steinausfachungen, mit reetgedecktem Krüppelwalmdach, Fledermausgauben Uhlenloch, später verglaster Grooter Door und darüber Balkon und Loggia; mit Aufkommen der Künstlerkolonie Worpswede erfolgte der Einbau eines Ateliers, in dem die Künstlerinnen Paula Becker ab 1901 und später Clara Rilke, ab 1911 dann der Künstler Carl Emil Uphoff Mieter waren, nach Brandschaden Wiederaufbau 1947–51, nordseitig Atelieroberlicht erhalten.[2]
- dem traufständigen eingeschossigen Atelier von 1918 in Fachwerk mit Steinausfachungen, ziegelgedecktem Walmdach, als nördlicher Teil eines Gebäudes mit Waschküche und ehem. Schweinestall, das 1930 zum Wohnhaus umgebaut wurde,[3]
- dem langgestreckten Künstlergarten, der ab 1913 nach Plänen von Carl Emil Uphoff gestaltet wurde, gegliedert in abgegrenzte Zier- und Nutzgartenquartiere: Hinter dem Eingangshof mit Vorgarten schließen sich durch Rhododendren und Nadelgehölze eingefasste Rasenquartiere an, hier sind in Heckennischen Skulpturen Uphoffs aufgestellt. Darauf folgen ein Küchen-, Obst- und Blumengarten, von dem ein blumengesäumter Weg auf eine Urnenstätte zuführt, die von Fichten gerahmt ist und auf deren Hügel die Urnen Carl Emil Uphoffs und seiner beiden Frauen aufgestellt sind. Hinter dem Nutzgarten schließt sich ein Wiesenstück mit einer Apfelbaumallee an, die bis zum angrenzenden Waldstück führt. Sie ist beidseitig von einer Reihe alter Scheinzypressen begrenzt.[4]

Das Landesdenkmalamt befand u. a.: „… ‚Brünjeshof‘, in dem Paula Modersohn-Becker ihr erstes Atelier in Worpswede hatte, ist ein wesentlicher Bestandsteil der ehemaligen Künstlerkolonie Worpswede, …“